# Tramwaje w Magdeburgu
Tramwaje w Magdeburgu – system tramwajowy działający w niemieckim mieście Magdeburg od 1877 r. Składa się z 11 linii (9 dziennych i 2 nocnych) kursujących po torowiskach o rozstawie 1435 mm. Operatorem tramwajów jest spółka Magdeburger Verkehrsbetriebe.

## Linie
Układ linii tramwajowych od 4 października 2024 r.:

### Dzienne
| Linia | Trasa |
| ----- | --- |
| 1     | Kannenstieg – Kastanienstraße – Alter Markt – City Carré – Hauptbahnhof Nord – Westring – Südring – Sudenburg                                                                  |
| 2     | Westerhüsen – Buckau (Wasserwerk) – Hasselbachplatz – Domplatz – Alter Markt – Opernhaus – Alte Neustadt (Lostauer Straße)                                                     |
| 3     | Klinikum Olvenstedt – Westring – Südring – Am Fuchsberg – Leipziger Chaussee (– Reform)                                                                                        |
| 4     | Klinikum Olvenstedt – Olvenstedter Platz – Hauptbahnhof Nord – Allee-Center – Cracau                                                                                           |
| 5     | Klinikum Olvenstedt – Olvenstedter Platz – Hauptbahnhof Nord – Allee-Center – Messegelände/Elbauenpark                                                                         |
| 6     | Diesdorf – Westring – Hauptbahnhof Nord – Alter Markt – Opernhaus – Messegelände/Elbauenpark – Herrenkrug                                                                      |
| 8     | Westerhüsen – Buckau (Wasserwerk) – Hasselbachplatz – Domplatz – Alter Markt – Opernhaus – Neustädter See                                                                      |
| 9     | Reform – Leipziger Chaussee – S-Bahnhof Buckau/Puppentheater – Hasselbachplatz – Domplatz – Alter Markt – Opernhaus – Kastanienstraße – Neustädter See                         |
| 10    | Sudenburg – Südring – S-Bahnhof Buckau/Puppentheater – Hasselbachplatz – Domplatz – Alter Markt – Opernhaus – Kastanienstraße – Pettenkoferstraße (– Rothensee) – Barleber See |

### Nocne
| Linia | Trasa                                                                          |
| ----- | ------------------------------------------------------------------------------ |
| N2    | Alter Markt – Leiterstraße – Hasselbachplatz – Thiemstraße – SKL – Westerhüsen |
| N8    | Alter Markt – Universität – Kastanienstraße – Rothensee – ENERCON              |

## Tabor
Stan z czerwca 2025 r.
| Zdjęcie        | Typ                        | Eksploatacja od | Liczba |
| -------------- | -------------------------- | --------------- | ------ |
|                | Bombardier Flexity Classic | 2024            | 2      |
|                | Alstom Citadis 200         | 1995            | 83     |
|                | Tatra KT4DM                | 2020            | 6      |
|                | Tatra B6A2DM               | 2009            | 10     |
| Łączna liczba: | Łączna liczba:             | Łączna liczba:  | 101    |